# Hudson Custom Eight
La Custom Eight è un'autovettura prodotta dalla Hudson dal 1935 al 1938. Era la versione più lussuosa del modello DeLuxe Eight.

## Storia
Il telaio fu inizialmente disponibile in una sola versione, che aveva un passo 3.175 mm. Il motore installato era un otto cilindri in linea a valvole laterali da 4.169 cm³ di cilindrata avente un alesaggio di 76,2 mm e una corsa di 114,3 mm, che erogava 113 CV di potenza. Era opzionale una sua versione che sviluppava 124 CV. La frizione era monodisco a umido, mentre il cambio era a tre rapporti. La trazione era posteriore. I freni erano idraulici sulle quattro ruote. Il cambio automatico era offerto come optional.
Le carrozzerie disponibili erano berlina due e quattro porte e brougham due porte.
Nel 1936 furono a disposizione due telai che si differenziavano dal passo, 3.048 mm e 3.226 mm. Nel 1937 questi ultimi crebbero a 3.099 mm e 3.277 mm. Nell'occasione fu anche aggiornata la linea e migliorato il motore, la cui potenza raggiunse i 122 CV. Nel 1938 la linea fu aggiornata nuovamente. La Custom Eight uscì di produzione nel 1938 venendo sostituita dalla Country Club Eight.